# ارووود، آلبرتا
ارووود، آلبرتا (به انگلیسی: Arrowwood, Alberta) یک منطقهٔ مسکونی در کانادا است که در آلبرتا واقع شده‌است. ارووود ۲۰۷ نفر جمعیت دارد و ۹۳۰ متر بالاتر از سطح دریا واقع شده‌است.